# William Dickinson Washington

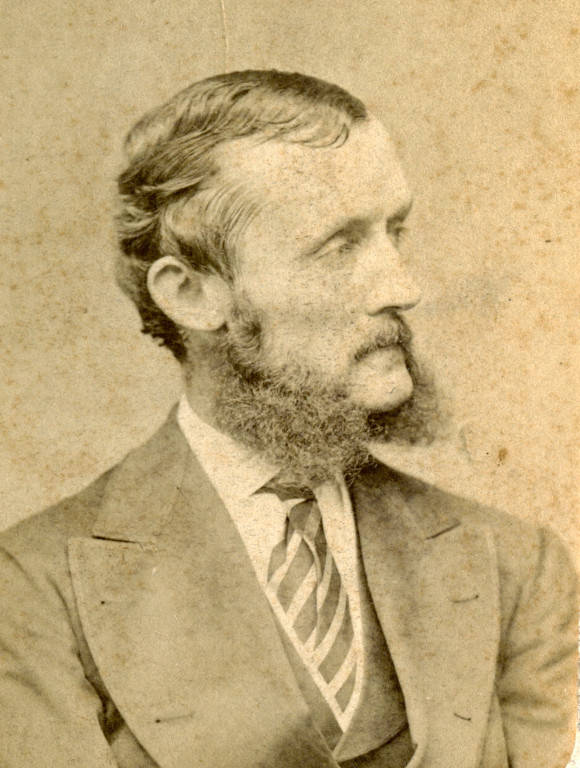
William Dickinson Washington, um 1869

William Dickinson Washington, in manchen Quellen fälschlicherweise auch William De Hartburn Washington (* 7. Oktober 1833 in Snickersville, Virginia; † 1. Dezember 1870 in Lexington, Virginia), war ein US-amerikanischer Historien-, Genre-, Landschafts- und Porträtmaler der Düsseldorfer Schule.

## Leben
Washington wurde als Kind von Hannah Fairfax Whiting und John Perrin Washington (1790–1857) mit einer Lähmung im linken Fuß geboren, die zeitlebens eine Gehbehinderung nach sich zog. Er hatte zwei Schwestern und einen Bruder sowie eine Halbschwester aus der ersten Ehe des Vaters. Über seinen Vater war er Abkömmling von John Washington sowie von Lawrence Washington (1659–1698) und Mildred Warner Washington Gale (1671–1701), den Großeltern des ersten US-Präsidenten George Washington. Als der Vater 1834 eine Stelle im Hauptpostamt des United States Postal Service antrat, zog die Familie nach Washington, D.C. Dort begann der junge Washington seine berufliche Laufbahn als Zeichner beim Patentamt. In Washington lernte Washington 1851/1852 den deutschamerikanischen Historienmaler Emanuel Leutze kennen, dem er 1853 nach Düsseldorf folgte, um bei ihm Privatunterricht zu nehmen. 1854 gehörte er dort auch dem Künstlerverein Malkasten an. Zur finanziellen Unterstützung seiner Europareise hatten die US-Senatoren James Murray Mason und Robert Mercer Taliaferro Hunter den US-Außenminister Edward Everett erfolgreich gedrängt, Washington eine bezahlte Stelle als US-Nachrichtenbote zu geben.
Als Washington in Düsseldorf ankam, lebte dort bereits eine Kolonie US-amerikanischer Maler, unter ihnen Eastman Johnson, der in dieser Zeit mit Leutze das Atelier teilte, und Worthington Whittredge. Mit Whittredge an der Spitze, William Henry Furness, Enoch Wood Perry, John Beaufain Irving II. und Henry Lewis unternahm er eine gesellige Studienreise an die Nahe. In der Düsseldorfer Studienzeit entwickelte sich Washington besonders zu einem Historienmaler und schuf seine ersten bedeutenden Bilder: Eingang zu einer Burg, Der Student und Ausbruch der Hugenottenkriege. Letzteres schickte er über den Atlantik in sein Heimatland, wo es auf mehreren Ausstellungen gezeigt wurde und in der Presse Erwähnung fand.
Spätestens 1855 kehrte Washington wieder in die Vereinigten Staaten zurück. Bis 1861 lebte er in Washington und malte neben seiner Tätigkeit im Patentamt vor allem Porträts und Historienbilder, die er auf Ausstellungen der Pennsylvania Academy of the Fine Arts in Philadelphia und der National Academy of Design in New York City präsentierte. 1855 zeichnete er mit Malkreide an die Wand eines Raums im Erdgeschoss des Patentamts eine nicht autorisierte Kopie von Leutzes Bild Washington Crossing the Delaware. Dort war es eine Zeit lang zu betrachten. Auch der US-Präsident Franklin Pierce und seine Frau sowie US-Innenminister Robert McClelland kamen, um es zu sehen. In der US-Hauptstadt war Washington bald ein bekanntes Mitglied der Kunstszene. An Ausstellungen der Washington Art Association nahm er teil, später wurde er ihr Direktor und Vizepräsident. Über den Mäzen William Wilson Corcoran (1798–1888) gelangte er in den Vorstand der National Gallery and School of Art. In dieser Zeit begann er damit, sich in einer Reihe von Gemälden mit dem US-Kriegshelden Francis Marion zu beschäftigen.

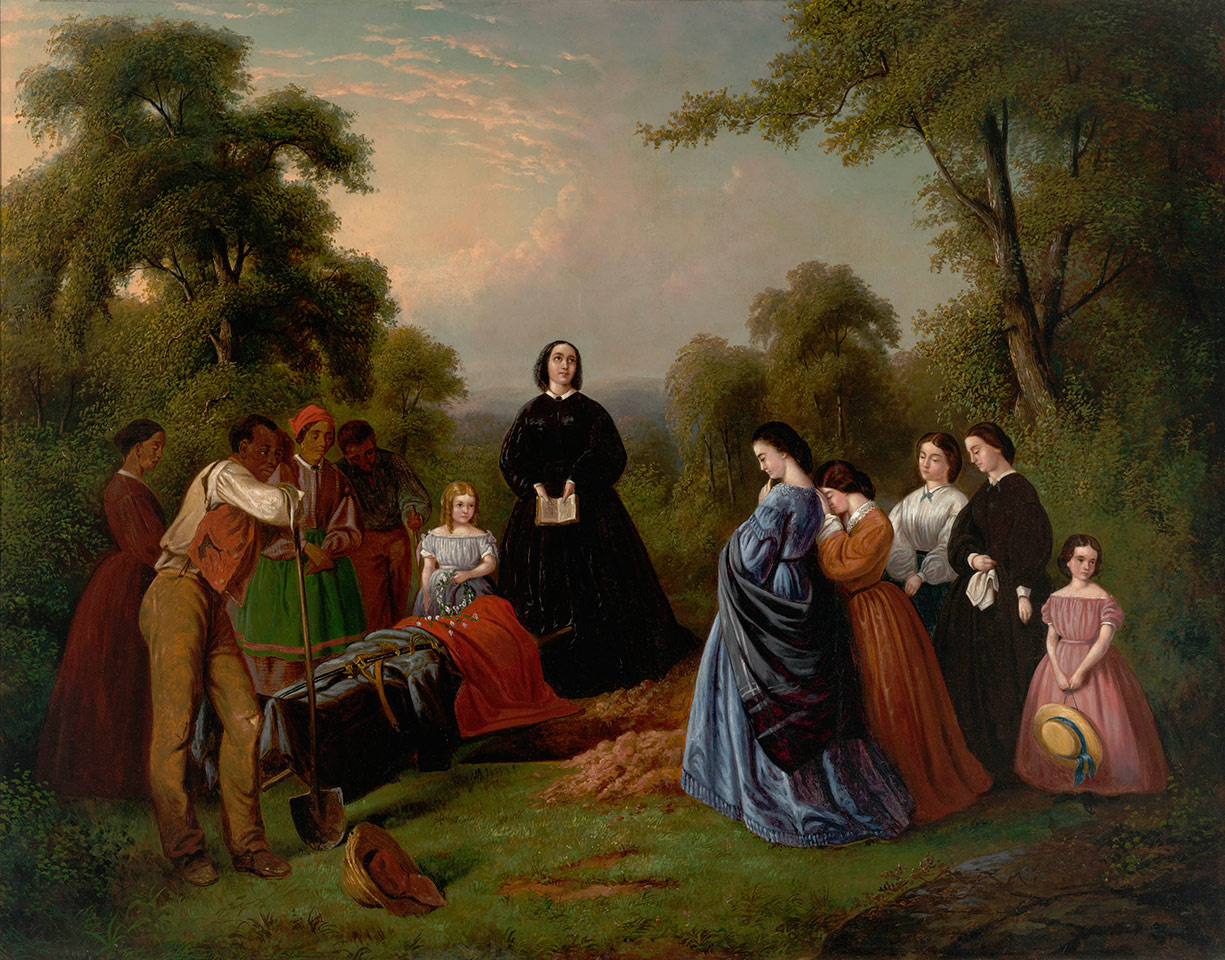
The Burial of Lantané (Das Begräbnis von Latané), 1864

Als 1861 der Sezessionskrieg ausbrach, begab er sich zu General Robert Edward Lee nach Richmond (Virginia), dem Oberbefehlshaber der Army of Northern Virginia im Heer der Confederate States Army, um in seine Dienste zu treten. Dieser wies ihn wegen seiner Gehbehinderung als untauglich ab, jedoch gelang es Washington, im Virginia State Engineers Office eine Stelle als Stabsoffizier von John Buchanan Floyd zu erlangen, auf der er Kriegsszenen und Festungen zeichnete, die er später in Bildern verarbeitete. In dieser Zeit schuf er auch zwei seiner bedeutendsten Gemälde: The Burial of Latané (Das Begräbnis von Latané) und Jackson Entering Winchester (Jackson erreicht Winchester). In dem Gemälde über die Bestattung des Hauptmanns William Latané († 1862) unternahm er unter Beteiligung von Mitgliedern gehobener Gesellschaftskreise Virginias, die dem Bild Modell standen, den Versuch, mit Mitteln christlicher Ikonografie und im Stil der europäischen Historienmalerei des 19. Jahrhunderts eine politische Allegorie im Sinne eines patriotischen Symbols der „Nation der Konföderierten“ zu schaffen. Als Lithografie und zur Illustration des gleichnamigen Gedichtes von John Reuben Thompson  verbreitet trug das Bild maßgeblich dazu bei, die Lost-Cause-Legende der Südstaaten zu propagieren.

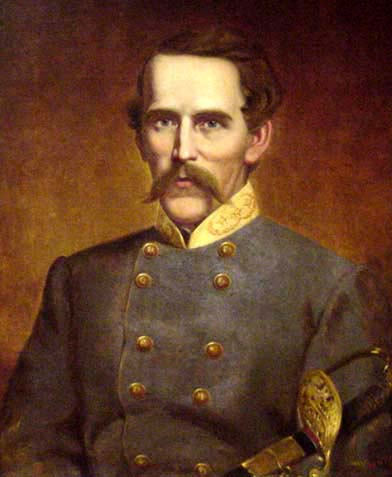
Bildnis Robert E. Rodes

Am Ende des Kriegs, den er wegen seiner eingeschränkten Gesundheit stets in Richmond zubrachte, floh er nach England, wo er bis 1866 lebte und arbeitete. Dann kehrte er in die Vereinigten Staaten zurück. In New York City unterhielt er zwischen 1866 und 1869 ein eigenes Atelier, das die dortige National Academy of Design mit einer Reihe von Gemälden beschickte, etwa das Bild The Reverend Dr. Morgan Administering the Sacrament of Baptism in Grace Church (Reverend Dr. Morgan vollzieht das Sakrament der Taufe in der Grace Church). Im Juli 1869 wurde ihm eine Stelle als Zeichenlehrer an dem Virginia Military Institute in Lexington (Virginia) angeboten. Dort begann er im Auftrag des Superintendenten Francis H. Smith damit, Porträts verstorbener Schüler und Akademiemitglieder zu malen, die während des Sezessionskrieges gefallen waren, unter ihnen George Patton, Tazewell Patton, Robert E. Rodes, Thomas Jonathan „Stonewall“ Jackson, James Ewell Brown Stuart, Joseph W. Latimer und Samuel Garland. Auch den damals noch lebenden Ex-General Robert Edward Lee porträtierte er für ein Bild in der Ehrengalerie der Militärakademie von Virginia. Als sich sein Gesundheitszustand verschlechterte, reiste er im August 1870 in der Hoffnung nach Hot Springs, Virginia, an den dortigen Quellen zu genesen. Im Oktober 1870 kehrte er nach Lexington zurück, wo er am 1. Dezember verstarb und auf dem Stonewall Jackson Memorial Cemetery bestattet wurde.

## Werke (Auswahl)

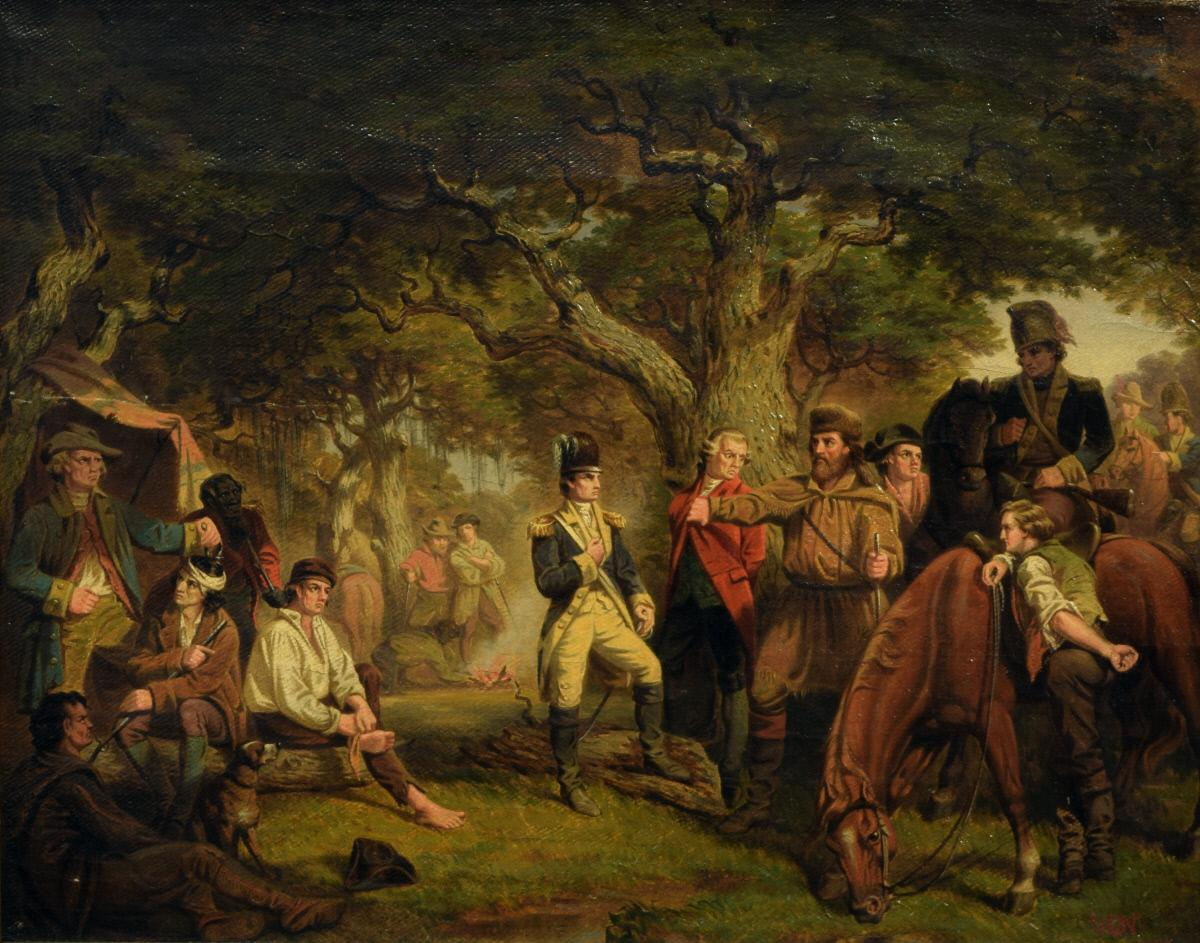
General Marion and His Men in Pee Dee Swamp, 1858

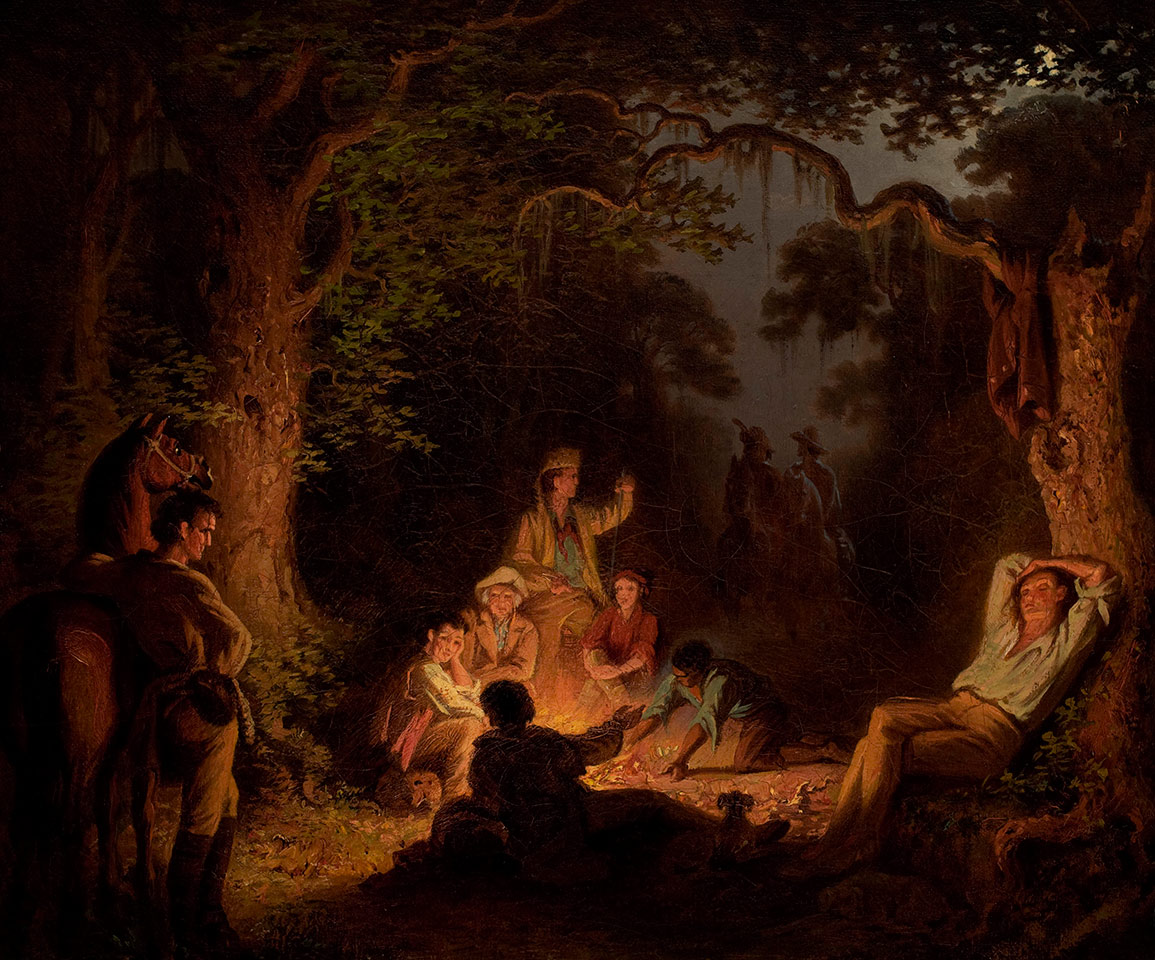
Studie zu Francis Marion und seine Leute im Sumpf, um 1865

- Entrance to a Castle (Eingang zu einer Burg)
- The Student (Der Student)
- Commencement of the Huguenot War (Ausbruch der Hugenottenkriege)
- Washington Crossing the Delaware (Washington überquert den Delaware), 1855, Kopie in Malkreide nach dem Historienbild von Emanuel Leutze
- General Marion and His Men in Pee Dee Swamp, 1858, Reading Public Museum, Reading, Berks County, Pennsylvania
- The Burial of Latané (Das Begräbnis von Latané), 1864, Johnson Collection, Spartanburg, South Carolina
- Jackson Entering Winchester (Jackson erreicht Winchester)
- Floyd’s Command, Gauley Bridge, Virginia (Floyd’s Kommando an der Gauley Bridge, Virginia), 1864[10]
- Studie zu Marion and His Men in the Swamp (Marion und seine Leute im Sumpf), um 1865, Johnson Collection, Spartanburg, South Carolina
- The Last Touch (Die letzte Berührung), 1866
- The Reverend Dr. Morgan Administering the Sacrament of Baptism in Grace Church (Reverend Dr. Morgan vollzieht das Sakrament der Taufe in der Grace Church)
- Miss Mary Maury as „Elaine“, Porträt der Tochter von Matthew Fontaine Maury in Gestalt der Elaine
- Porträts von gefallenen Schülern und Mitgliedern des Virginia Military Institute, 1869/1870